# Giudecca

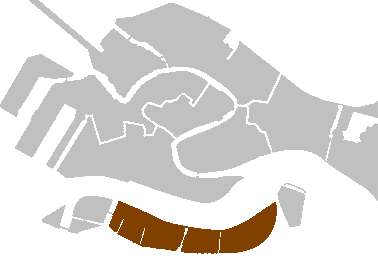
Poziţia insulei Giudecca în Veneţia.

Giudecca este o insulă în Laguna Venețiană din nordul Italiei. Ea face parte din sestiere Dorsoduro și este o localitate administrată de municipalitatea Veneția.

## Geografie
Giudecca se află imediat la sud de insulele centrale ale Veneției, de care este separată prin Canalul Giudecca. Ea se învecinează în partea de est cu insula San Giorgio Maggiore.

## Istoric
Giudecca era cunoscută în antichitate ca Spinalunga (însemnând "Spinul lung"). Numele Giudecca poate reprezenta o corupere a latinescului "Judaica" ("evreiesc") și poate fi tradus astfel drept "cartierul evreiesc": o serie de orașe din sudul Italiei și din Sicilia au cartiere evreiești cunoscute cu numele de Giudecca sau Judeca. Cu toate acestea, ghetoul venețian se afla inițial în Cannaregio, în partea de nord a orașului, și nu există nici o dovadă că evreii au locuit vreodată în Giudecca. În plus, termenul "Giudecca" nu a fost utilizat pentru a desemna cartierele evreiești din orașele din nordul Italiei.
După ce Giudecca a fost în trecut o zonă de palate mari cu grădini, insula a devenit o zonă industrială la începutul secolului al XX-lea cu șantiere navale și fabrici, precum și cu un studio de film. O mare parte a industriei a intrat în declin după cel de-al Doilea Război Mondial, iar insula este acum din nou privită ca o zonă rezidențială liniștită cu locuințe pentru clasa muncitoare, precum și cu unele apartamente elegante și case exclusiviste. Ea este cunoscută pentru docurile sale lungi și pentru bisericile sale, mai ales Il Redentore proiectată de Palladio. Insula a fost locul unei mori vechi, Molino Stucky, care a fost transformată într-un hotel de lux și într-un complex de apartamente. La celălalt capăt al Giudeccăi se află faimosul hotel de cinci stele Cipriani cu grădini private vaste și cu o piscină cu apă sărată.

### Loc de vacanță
Renovările moderne ale unor clădiri arhitectonice medievale din Giudecca au consolidat reputația insulei de loc de vacanță. În 2011, dezvoltatorii imobiliari venețieni au redeschis pentru închiriere pe termen lung încăperile unui proeminent conac din secolul al XVI-lea sub numele de "Vila F".

## Obiective turistice
- Il Redentore - biserică construită în 1575-1592 după planurile lui Andrea Palladio
- Le Zitelle - biserică construită în 1581-1588 și atribuită nesigur tot lui Andrea Palladio
- Biserica Sfânta Eufemia - biserică din secolul al IX-lea
- Biserica Sfânta Cruce - biserică din secolul al XIV-lea a unei foste mănăstiri benedictine
- Palatul Mocenigo - construit în secolul al XVI-lea și modificat de mai multe ori în secolele XVII-XIX
- Molino Stucky - fostă clădire industrială construită în 1895 și devenită simbol al arhitecturii industriale a Veneției
- Casa dei Tre Oci - clădire de la începutul secolului al XX-lea

## Imagini

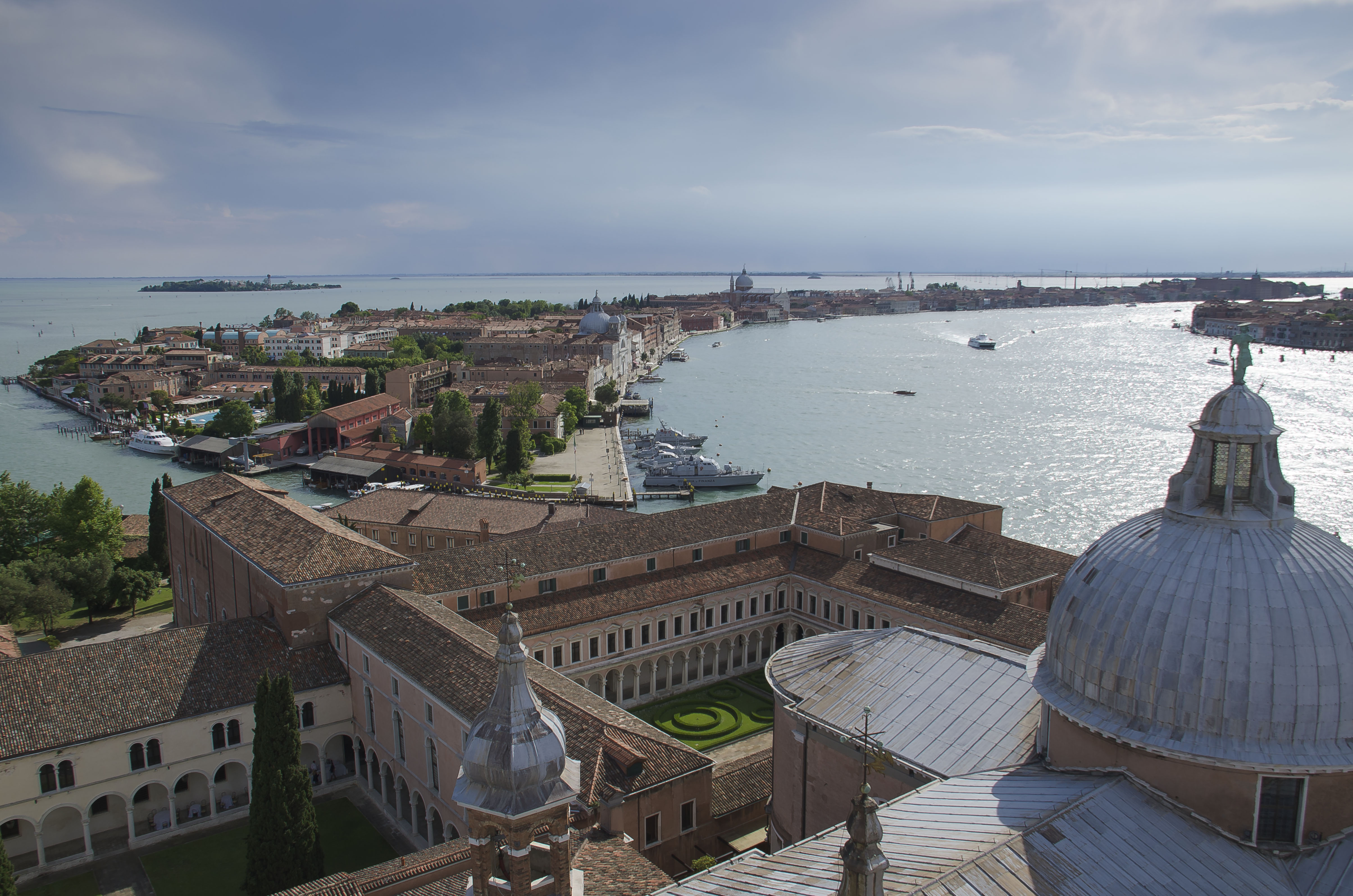
Giudecca văzută de pe insula San Giorgio Maggiore
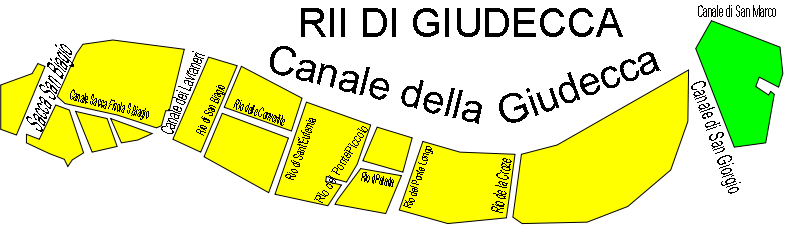
Canalele ce traversează Giudecca
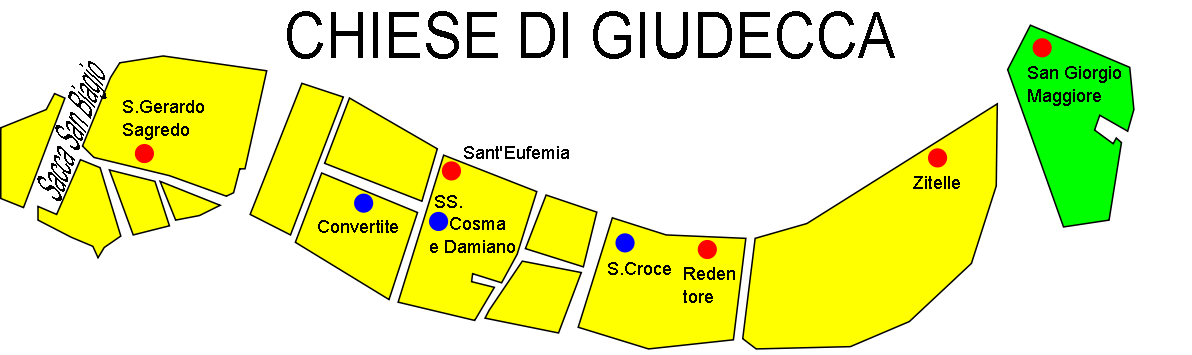
Bisericile din Giudecca
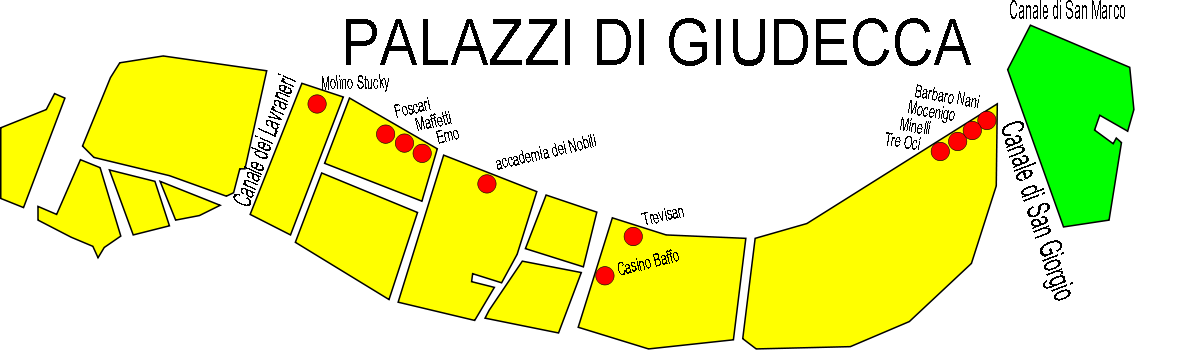
Palatele din Giudecca
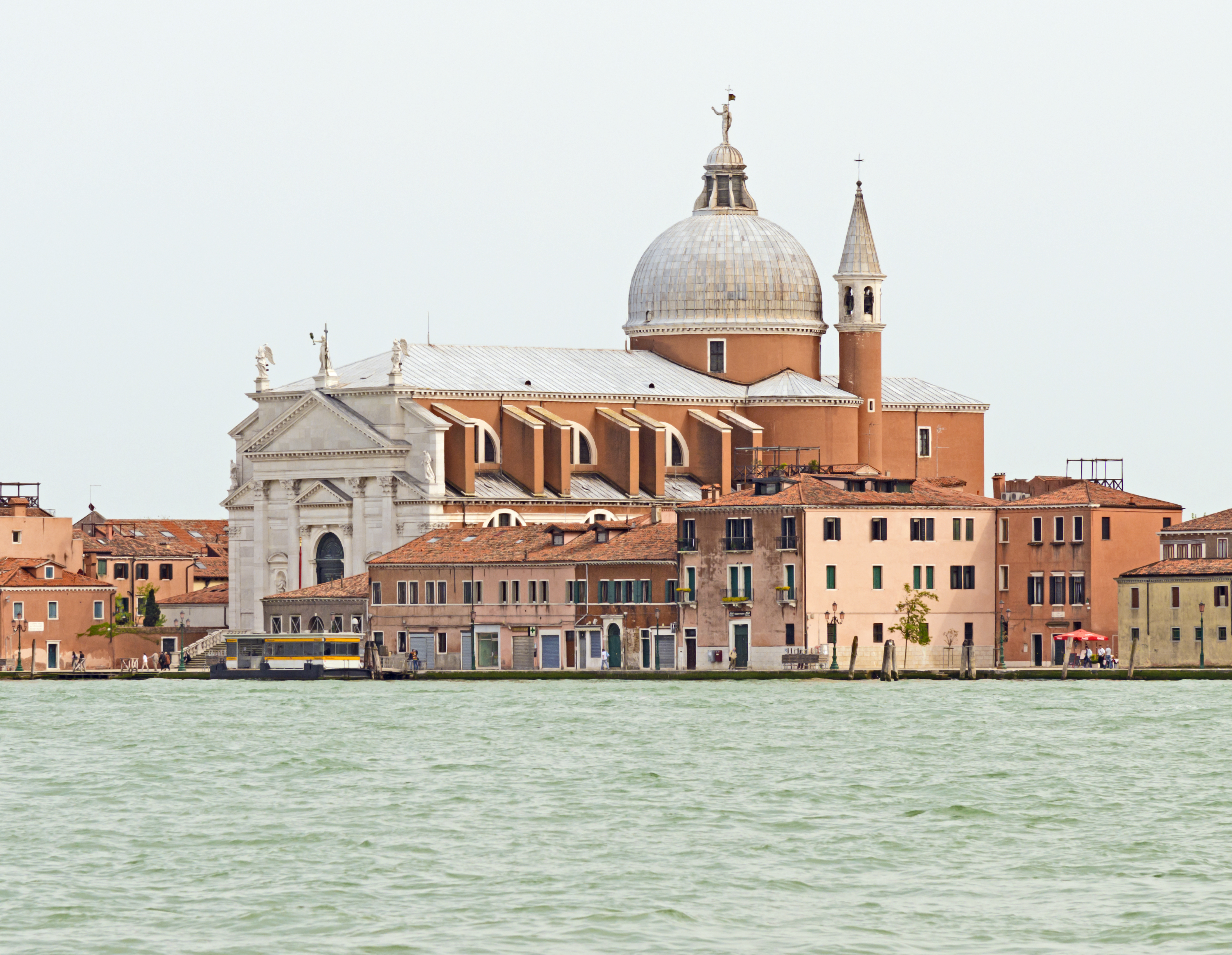
Chiesa del Redentore
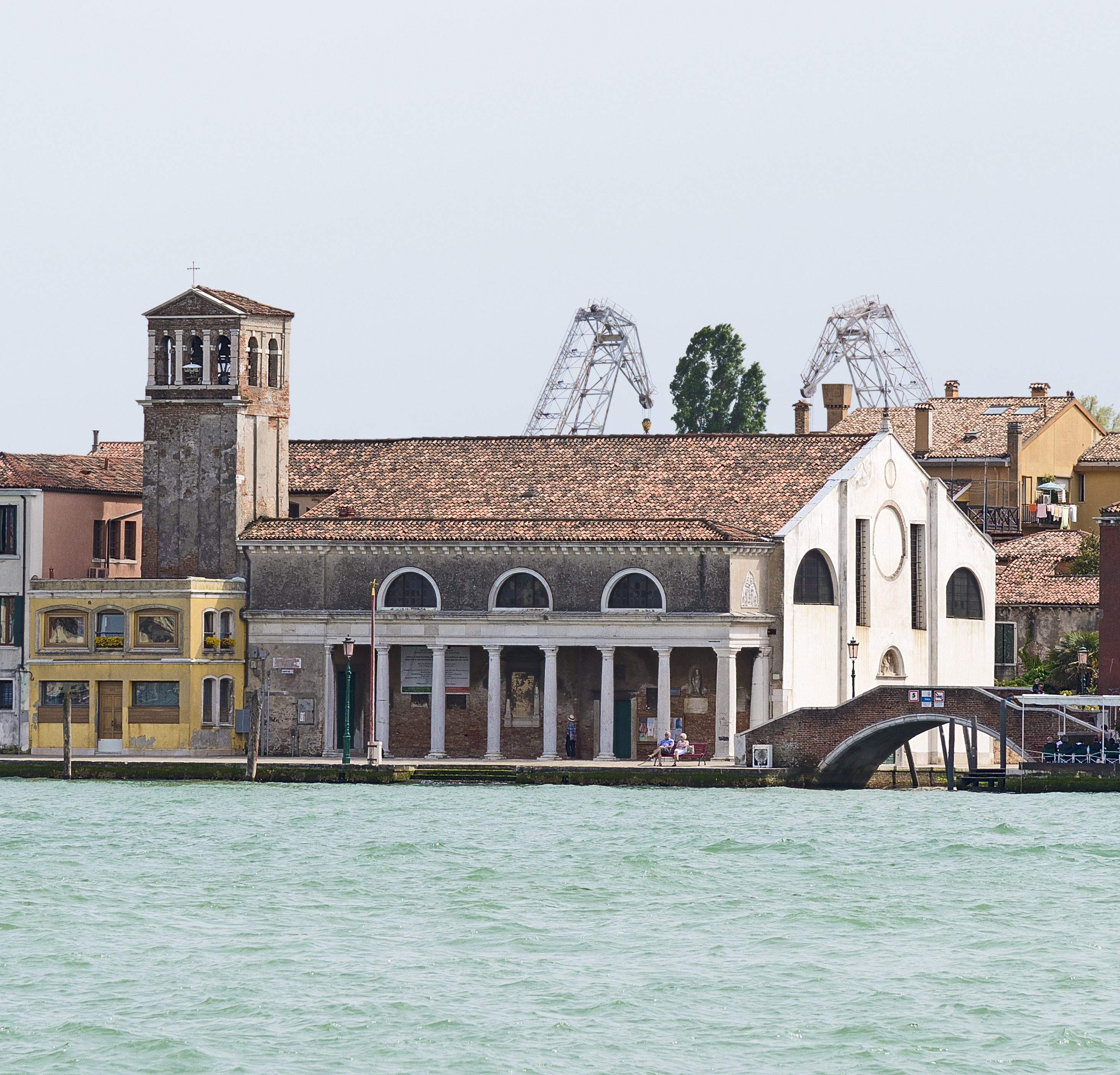
Biserica Sf. Eufemia
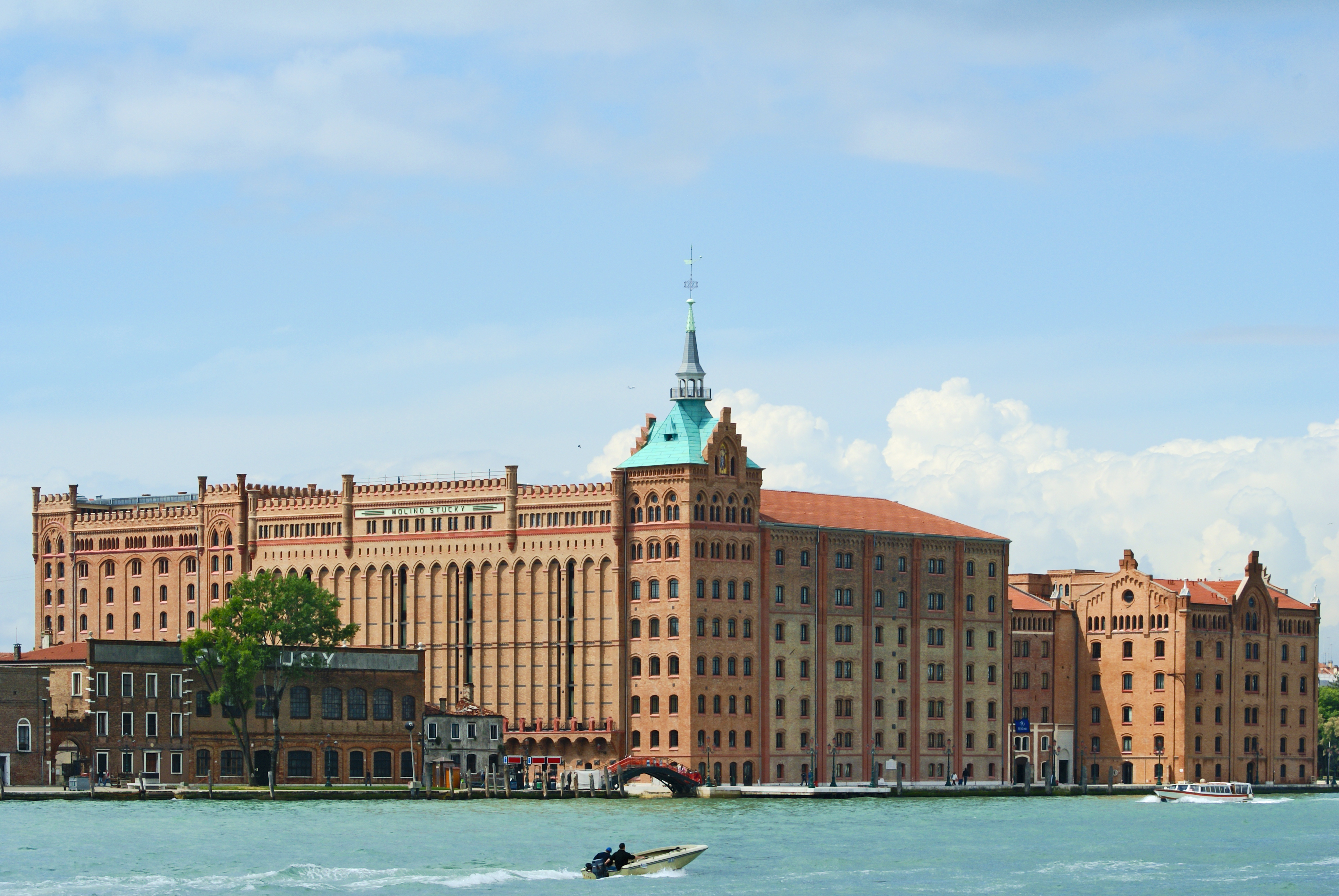
Molino Stucky
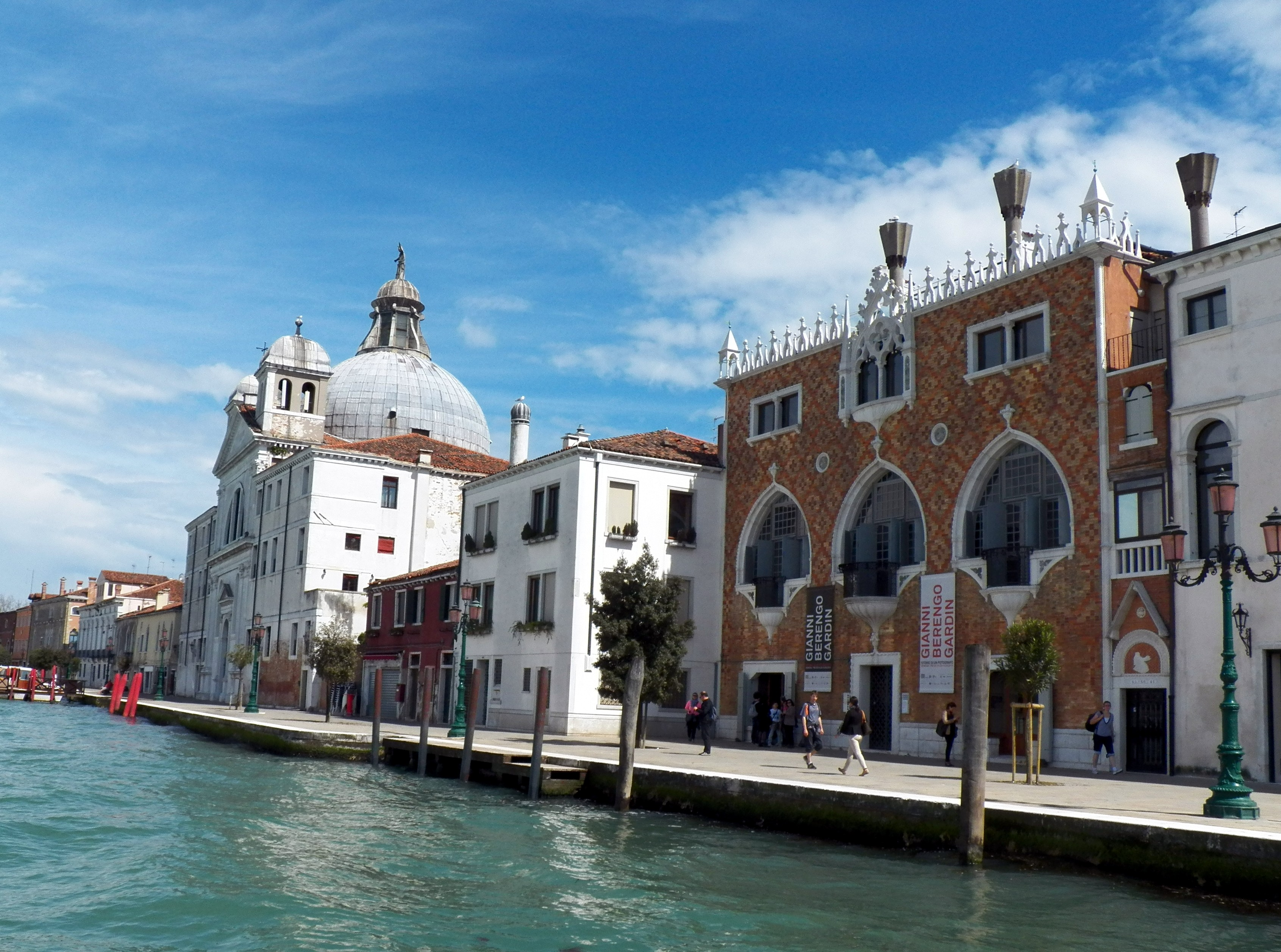
Casa Tre occhi şi biserica Le Zitelle